# Солёность

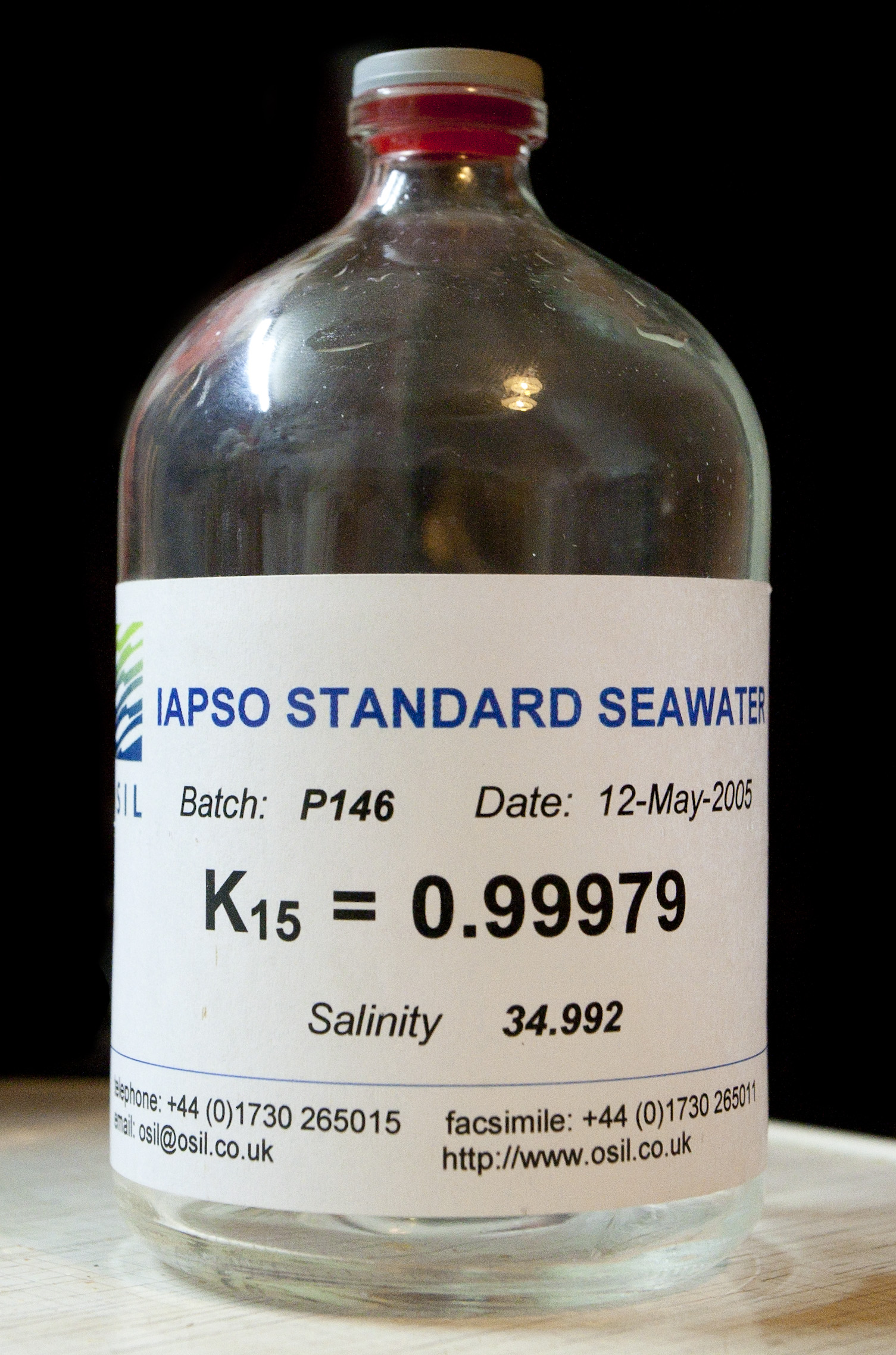
Стандартная морская вода производства OSIL

Солёность — содержание солей в воде. Выражается в «‰» (промилле) или в ПЕС (практические единицы солёности), PSU (англ. Practical Salinity Units) практической шкалы солёности (англ. Practical Salinity Scale).
| Элемент  | Содержание, мг/л |
| -------- | ---------------- |
| Хлор     | 19 500           |
| Натрий   | 10 833           |
| Магний   | 1 311            |
| Сера     | 910              |
| Кальций  | 412              |
| Калий    | 390              |
| Бром     | 65               |
| Углерод  | 20               |
| Стронций | 13               |
| Бор      | 4,5              |
| Фтор     | 1,0              |
| Кремний  | 0,5              |
| Рубидий  | 0,2              |
| Азот     | 0,1              |

Солёность в промилле — это количество твёрдых веществ в граммах, растворённое в 1 кг морской воды, при условии, что все галогены заменены эквивалентным количеством хлора, все карбонаты переведены в оксиды, органическое вещество сожжено.
В 1978 году введена и утверждена всеми международными океанографическими организациями шкала практической солёности (Practical Salinity Scale 1978, PSS-78), в которой измерение солёности основано на электропроводности (кондуктометрия), а не на выпаривании воды. В 1970-х годах широкое применение в морских исследованиях получили океанографические CTD-зонды, и с тех пор солёность воды измеряется в основном электрическим методом. Для поверки работы ячеек электропроводности, которые погружаются в воду, используют лабораторные солемеры. В свою очередь, для поверки солемеров используют стандартную морскую воду. Стандартная морская вода, рекомендованная международной организацией IAPSO для поверки солемеров, производится в Великобритании лабораторией Ocean Scientific International Limited (OSIL) из натуральной морской воды. При соблюдении всех стандартов измерения можно получить точность измерения солёности до 0,001 ПЕС.
Шкала практической солёности PSS-78 основана на сравнении электропроводности исследуемой пробы воды с электропроводностью раствора хлорида калия, содержащего 32,4356 грамма KCl в 1 кг раствора. Измерения проводят при температуре растворов 15 °C и давлении 1 атм (стандартные условия по ISO 13443). Солёность рассчитывается из отношения электропроводности пробы и стандартного раствора по эмпирической формуле:
{\displaystyle S=a_{0}+a_{1}K_{15}^{1/2}+a_{2}K_{15}+a_{3}K_{15}^{3/2}+a_{4}K_{15}^{2}+a_{5}K_{15}^{5/2},} (ПЕС)
где {\displaystyle a_{0}=0{,}008;\;a_{1}=-0{,}1692;\;a_{2}=25{,}3851;\;a_{3}=14{,}0941;\;a_{4}=-7{,}0261;\;a_{5}=2{,}7081;\;\sum a_{i}=35;}
{\displaystyle K_{15}} — относительная электропроводность (отношение электропроводности измеряемой морской воды к электропроводности 32,4356 ‰ раствора хлорида калия) при стандартных условиях.
Шкала PSS-78 даёт числовые результаты, близкие к измерениям массовых долей, и различия заметны либо когда необходимы измерения с точностью выше 0,01 ПЕС, либо когда солевой состав не соответствует стандартному составу океанской воды.
Средняя солёность Мирового океана — 35 ‰ или 35 ПЕС. Для калибровки приборов в Бискайском заливе добывается так называемая нормальная вода с солёностью, близкой к 35 ‰ или 35 ПЕС.
В 2010 году был введен новый стандарт свойств морской воды, названный термодинамическим уравнением морской воды 2010 (TEOS-10), в котором абсолютная солёность выступает заменой практической солености, а консервативная температура — заменой потенциальной температуры. Стандарт TEOS-10 включает новую шкалу, называемую эталонной шкалой солёности состава. Абсолютная солёность по этой шкале выражается в виде массовой доли в граммах на килограмм раствора, а практическая солёность безразмерна. Солёность по этой шкале определяется путем объединения измерений электропроводности с другой информацией, которая может объяснить региональные изменения в составе морской воды. Их также можно определить путем прямого измерения плотности.
Показатель преломления воды зависит от солёности, на этом основан рефрактометрический метод её измерения. Преимущества этого метода в оперативности и возможности проводить измерения в небольших (несколько капель) пробах воды.

## Солёность по географическим объектам

### Солёность океанов

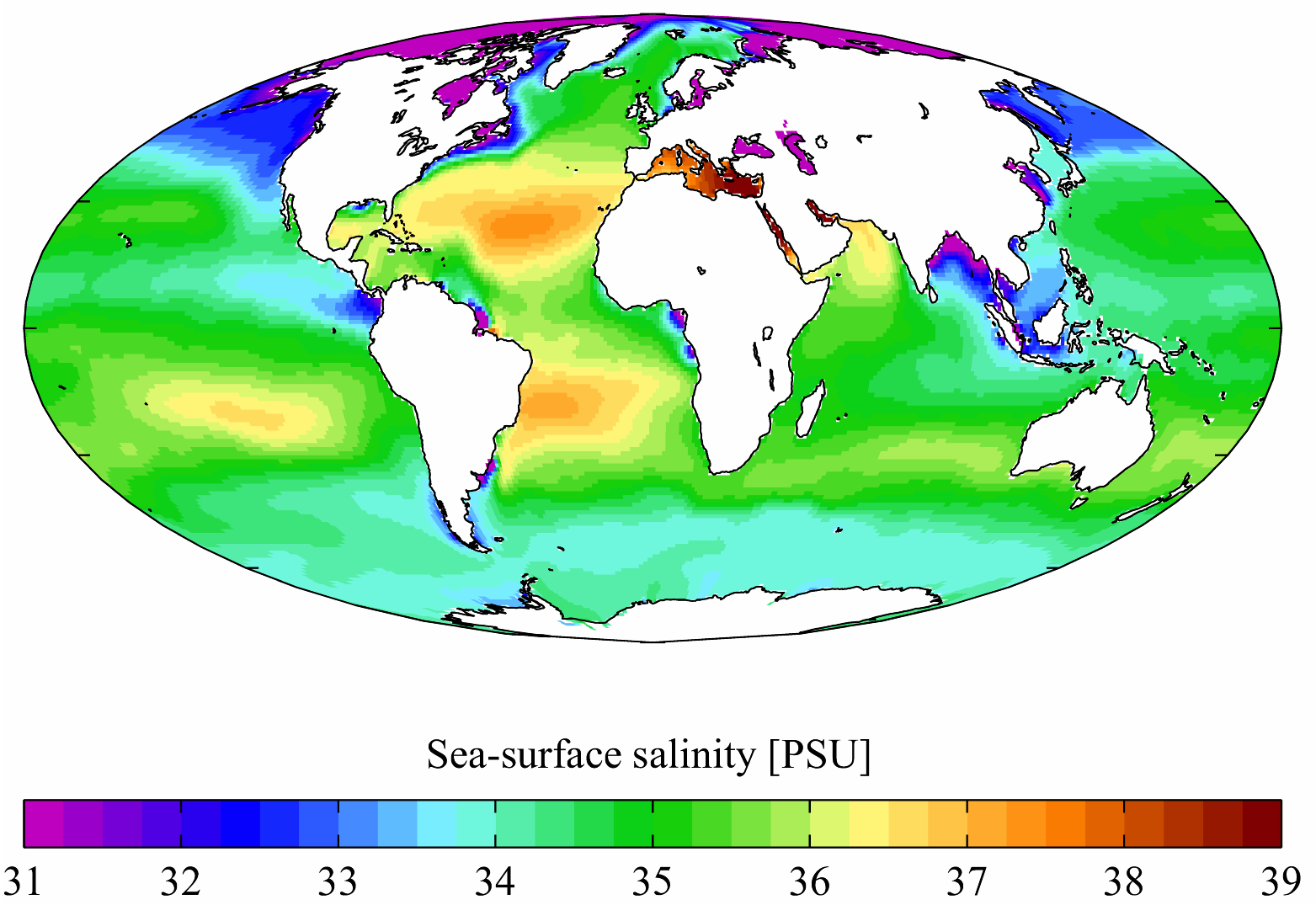
Среднегодовая солёность воды Мирового океана (в промилле). Данные из «Мирового океанического атласа», 2001.

Средняя солёность Мирового океана — 35 ‰. Повышенная солёность соотносится с зонами максимального испарения и наименьшего количества атмосферных осадков. Пониженная солёность (менее 34 ‰) характерна для приарктических и приантарктических вод, где сказывается сильное опресняющее действие талых ледниковых вод. В зимнее время в этих районах солёность несколько повышается за счёт осолонения вод в процессе лёдообразования. От поверхности океана с увеличением глубины солёность немного убывает. Придонные воды от экватора до арктических широт имеют солёность 34,7—34,8 ‰.
- Атлантический океан — 35,4 ‰ Наибольшая солёность поверхностных вод в открытом океане наблюдается в субтропической зоне (до 37,25 ‰), а максимум — в Средиземном море: 39 ‰. В экваториальной зоне, где отмечено максимальное количество осадков, солёность снижается до 34 ‰. Резкое опреснение воды происходит в приустьевых районах (например, в устье Ла-Платы — 18—19 ‰)[4].
- Индийский океан — 34,8 ‰. Максимальная солёность поверхностных вод наблюдается в Персидском заливе и Красном море, где она достигает 40—41 ‰. Высокая солёность (более 36 ‰) также наблюдается в южном тропическом поясе, особенно в восточных районах, а в северном полушарии также в Аравийском море. В соседнем Бенгальском заливе за счёт опресняющего влияния стока Ганга с Брахмапутрой и Иравади солёность снижается до 30—34 ‰. Сезонное различие солёности значительно только в антарктической и экваториальной зонах. Зимой опреснённые воды из северо-восточной части океана переносятся муссонным течением, образуя язык пониженной солёности вдоль 5° с. ш. Летом этот язык исчезает.
- Тихий океан — 34,5 ‰. Максимальную солёность имеют тропические зоны (максимально до 35,5—35,6 ‰), где интенсивное испарение сочетается со сравнительно небольшим количеством осадков. К востоку под влиянием холодных течений солёность понижается. Большое количество осадков также понижает солёность, особенно на экваторе и в зонах западной циркуляции умеренных и субполярных широт[4].
- Северный Ледовитый океан — 32 ‰. В Северном Ледовитом океане выделяются несколько слоёв водных масс. Поверхностный слой имеет низкую температуру (ниже 0 °C) и пониженную солёность. Последняя объясняется распресняющим действием речного стока, талых вод и очень слабым испарением. Ниже выделяется подповерхностный слой, более холодный (до −1,8 °C) и более солёный (до 34,3 ‰), образующийся при перемешивании поверхностных вод с подстилающим промежуточным водным слоем. Промежуточный водный слой — это поступающая из Гренландского моря атлантическая вода с положительной температурой и повышенной солёностью (более 37 ‰), распространяющаяся до глубины 750—800 м. Глубже залегает глубинный водный слой, формирующийся в зимнее время также в Гренландском море, медленно ползущий единым потоком от пролива между Гренландией и Шпицбергеном. Температура глубинных вод — около −0,9 °C, солёность близка к 35 ‰.[4].

Солёность океанических вод изменяется в зависимости от географической широты, от открытой части океана к берегам. В поверхностных водах океанов она понижена в области экватора, в полярных широтах.
| Наименование       | Солёность, ‰ |
| ------------------ | ------------ |
| Балтийское море    | 7            |
| Каспийское море    | 13           |
| Азовское море      | 11           |
| Чёрное море        | 18           |
| Мраморное море     | 26           |
| Мировой океан      | 35           |
| Адриатическое море | 36           |
| Эгейское море      | 37           |
| Лигурийское море   | 38           |
| Средиземное море   | 39           |
| Красное море       | 41           |
| Мёртвое море       | до 350       |

### Солёность морей
Солёность морской воды зависит от количества выпадающих атмосферных осадков и испарения, а также от течений, притока речных вод, образования льдов и их таяния. При испарении морской воды солёность повышается, при выпадении осадков — уменьшается. Тёплые течения несут обычно более солёную воду, чем холодные. В береговой полосе морские воды опресняются реками. При замерзании морской воды солёность возрастает, при таянии льдов — наоборот, понижается.

### Озера и реки
Солёное (минеральное) озеро — это озеро, солёность (минерализация) которого превышает 1 промилле. Вода таких водоёмов отличается резким вкусом и непригодна для питья без дополнительной обработки.
Соляные пруды — мелкие искусственные водоёмы, создаваемые с целью производства соли. В соляных прудах из-за переменных концентраций водоросли вода может иметь различные яркие цвета, что указывает на солёность водоёма. Микроорганизмы изменяют свои оттенки в зависимости от того, насколько велика солёность пруда. При низкой солёности преобладающим цветовым компонентом являются зелёные морские водоросли. Представители Artemia salina создают оранжевый оттенок воды при средней солёности и при высокой концентрации солей преобладают красной водоросли под названием дуналиелла солоноводная.  Бактерии, такие как Stichococcus, также вносят оттенки цвета.
Минеральные озёра подразделяются на солоноватые (от 1 до 25 ‰), солёные (от 25 до 50 ‰) и соляные (свыше 50 ‰).
По химическому составу минеральные озёра делятся на: карбонатные (содовые), сульфатные (горько-солёные) и хлоридные (солёные).

## Биологическое значение
Солёность является важным экологическим фактором, влияющим на типы организмов, обитающих в озёрах, прудах и реках. Засоление влияет на виды растений, которые будут расти в водоёме, либо на земле, питаемой водой (или грунтовыми водами).
Растение, адаптированное к засоленным условиям, называется галофильным или галофитом. Организмы (в основном бактерии), которые могут жить в очень солёных условиях, классифицируются как гипергалофиты. Организм, способный противостоять широкому диапазону солёности, называется эвригалинным или эвгалофитом (например тростник).
Удаление соли из воды дорого и её концентрация является важным фактором при бытовом и промышленном использовании воды. В озёрах и реках США наблюдалось повышение солёности из-за попадания в сточные воды обычной дорожной соли и других солевых антиобледенителей.